# Women's World Matchplay
De Women's World Matchplay is een toernooi op het vrouwencircuit van de Professional Darts Corporation. In 2022 vond de eerste editie plaats. Acht spelers kunnen zich kwalificeren via de Women's Series, waarbij het prijzengeld van de evenementen sinds de vorige editie van de Women's World Matchplay meetelt voor de bijbehorende Order of Merit.

## Finale
| Jaar | Winnaar (gemiddelde in finale) | Legs  | Runner-up (gemiddelde in finale) | Locatie                   | Bron  | Prijzengeld totaal | Prijzengeld winnaar |
| ---- | ------------------------------ | ----- | -------------------------------- | ------------------------- | ----- | ------------------ | ------------------- |
| 2022 | Fallon Sherrock (82.41)        | 6 – 3 | Aileen de Graaf (76.30)          | Winter Gardens, Blackpool | [ 1 ] | £ 25.000           | £ 10.000            |
| 2023 | Beau Greaves (79.85)           | 6 – 1 | Mikuru Suzuki (72.12)            | Winter Gardens, Blackpool | [ 3 ] | £ 25.000           | £ 10.000            |
| 2024 | Beau Greaves (98.75)           | 6 – 3 | Fallon Sherrock (87.60)          | Winter Gardens, Blackpool | [ 4 ] | £ 25.000           | £ 10.000            |
| 2025 | Lisa Ashton (85.49)            | 6 – 5 | Fallon Sherrock (89.61)          | Winter Gardens, Blackpool | [ 5 ] | £ 25.000           | £ 10.000            |

2022 · 2023 · 2024 · 2025